# Xã Delaware, Quận Wyandotte, Kansas
Xã Delaware (tiếng Anh: Delaware Township) là một xã thuộc quận Wyandotte, tiểu bang Kansas, Hoa Kỳ. Năm 2010, dân số của xã này là 31 người.